# 伊號第二百三潛艦
伊号第二〇三潜水艦（いごうだいにひゃくさんせんすいかん）是大日本帝国海军的一艘潜水艇。伊二〇一型潜水艦（潜高大）的3号舰。

## 舰历
- 1943-44年 计划在マル战计划中建造
- 1944年6月1日 在吴海军工厂开工建造
  - 10月20日 下水
- 1945年6月25日 竣工（另有文献记载为5月29日）
  - 8月15日 在吴港迎来战争的终结
  - 11月30日 除籍 被移交给美国军方
- 1946年1月 从佐世保出港。在夏威夷接受检查后，作自沉处分

## 歴代艦長

### 艦長
1. 上杉一秋少佐（1945年6月25日-）